# Lionel Salem
Lionel Salem (* 5. März 1937 in Paris; † 29. Juni 2024) war ein französischer Chemiker (theoretische Chemie, Quantenchemie).

## Werdegang
Salem war der Sohn des Mathematikers Raphaël Salem. Er studierte an der Sorbonne mit dem Bachelor-Abschluss und ging 1957 nach England. Er promovierte 1960 bei Christopher Longuet-Higgins über die Messung intermolekularer Kräfte (die Ergebnisse erzielte auch unabhängig um dieselbe Zeit Rudolf Peierls). Er lehrte an der Universität Paris-Süd in Orsay, ging zwischenzeitlich in das Bankwesen, bevor er wieder in Orsay lehrte. Er war Forschungsdirektor des CNRS und ging 1999 in den Ruhestand.
Von ihm stammen Beiträge zu intermolekularen Kräften, Molekülen mit Doppelbindungen, organischen Reaktionsmechanismen und heterogener Katalyse. Er entdeckte das surface crossing in der Photochemie und den plötzlichen Polarisationseffekt und schuf eine Orbitaltheorie der Diradikale und die Begriffe Diradikal- und Zwitterionen-Zustand.
1968 beschrieb er die energetischen Veränderungen, wenn sich die Orbitale zweier Moleküle einander nähern (Theorie der Front-Orbitale, Klopman-Salem-Gleichung, unabhängig von Gilles Klopman).
Salem verfasste viele populärwissenschaftliche Bücher (auch dazu, wie Künstler die Naturwissenschaften nutzten) und war ab 1994 Direktor des Zentrums für Popularisierung des Wissens der Universitäten Paris 11 und 6.
Er war Mitglied der International Academy of Quantum Molecular Science (IAQMS), deren Preis er 1975 gewann für seine Arbeiten zu photochemischen Prozessen und organischen Reaktionsmechanismen. 1981 erhielt er den Prix de l’État. Er war Ritter der Ehrenlegion und des Ordre national du mérite.
Zu seinen Doktoranden zählt Odile Eisenstein.

## Schriften
Bücher:
- The Molecular Orbital Theory of Conjugated Systems, Benjamin 1966
- mit William L. Jorgensen: The Organic Chemist's Book of Orbitals, Academic Press 1973
- Electrons in Chemical Reactions: First Principles, Wiley 1982
- Molécule la Marveilleuse 1979 (englische Übersetzung Marvels of the Molecule, 1987)
- Herausgeber mit Raymond Daudel, Alberte Pullman, Alain Veillard: Quantum Theory of Chemical Reactions, 3 Bände, Reidel 1981, 1982
- als Herausgeber: Dictionnaire des Sciences,  1990
- mit Frédéric Testard, Coralie Salem: Les Plus Belles Formules Mathématiques, 1990 (englische Übersetzung: The Most Beautiful Mathematical Formulas, Wiley 1992)
- mit Ariel Blocker: L'Homme Génétique, 1994
- La Parenthèse, 1998
- La Science dans L'Art, 2000
- The Two Kingdoms, 2004
- The Handbook of Slogans, Crimson Publishing, 2012

Einige Aufsätze:
- mit C. Longuet-Higgins: The Alternation of Bond Length in Long Conjugated Chain Molecules, 3 Teile, Proc. Roy. Soc. (London) A, Band 251, 1959, S. 172–185, Band 255, 1960, S. 435, Band 257, 1960, S. 445–456
- mit C. Rowland: Die elektronischen Eigenschaften von Diradikalen, Angewandte Chemie, Band 84, 1972, S. 86–106 (englische Version: Angewandte Chemie, International Edition, Band 11, 1972, S. 92)
- Intermolecular Orbital Theory of the Interaction between Conjugated Systems, Teil 1, General Theory, J. Am. Chem. Soc., Band 90, 1968, S. 543–552, Teil 2, Thermal and Photochemical Calculations, S. 553–566.